# Koszmosz–851
A Koszmosz–851  (oroszul: Космос–851) szovjet Celina–D típusú rádiófelderítő műhold.

## Küldetés
Meghatározott űrkutatási és katonai programot hajtott végre. Celina–D (oroszul: Целина) modernizált rádiófelügyeleti rendszer. Feladata a földi adók (radar és rádió) pontos helyének, frekvenciájának, az alkalmazott eszköz típusának, az alkalmazás módjának (kódolt, nyílt), aktivitásának meghatározása. Hadműveletek során felerősödő kommunikáció ellenőrzése, lehetőséget biztosítva az előzetes figyelmeztetésre, további (védelmi) eszközök felkészítésére.

## Jellemzői
A dnyipropetrovszki Juzsnoj (DP VO) tervezőirodában kifejlesztett, ellenőrzése alatt gyártott műhold. Üzemeltetője a moszkvai MO (oroszul: Министерство обороны) minisztérium.
Az objektum Koszmosz–851 (1976-085A). Kódszáma: SSC 9389.
1976. augusztus 27-én 17:35:00-kor Pleszeck űrrepülőtérről egy Vosztok–2M (8А92М) hordozórakétával indították. A műhold alacsony Föld körüli pályán keringett. A pálya 96,6 perces periódusú, 81,2°-os hajlásszögű volt. Az elliptikus pálya perigeuma 565 km, apogeuma 635 km volt. A műhold teljes tömege 2500 kg.
A sorozat felépítését, szerkezetét, alapvető fedélzeti rendszereit tekintve egységesített, szabványosított űreszköz. Hengeres formájú, átmérője 1 méter, hossza 3,5 méter, felületét napelemek burkolják. A napelemek energiája folyamatosan feltölti a (kémiai) akkumulátorokat, földárnyékban puffer-akkumulátorként biztosította a működés feltételeit. Pályasíkjában folyamatosan rögzítette a jeleket, vevőállomás aktivitásánál lejátszotta.
Az Atlantis űrrepülőgép, biztonsági okok miatt pályapozíció-változtatást hajtott végre, hogy  elkerülje a műholddal való véletlenszerű találkozást.
1989. augusztus 5-én belépett a légkörbe és megsemmisült. Szolgálati ideje 4725 nap, 12,94 év volt.
Előző űreszköz  a Koszmosz–808 (1976-024A), a következő a Koszmosz–895 (1977-015A) volt.